# (1112) Polonia
(1112) Polonia – planetoida z pasa głównego asteroid okrążająca Słońce w ciągu 5 lat i 93 dni w średniej odległości 3,02 au. Została odkryta 15 sierpnia 1928 roku w Obserwatorium Simejiz na górze Koszka na Półwyspie Krymskim przez Piełagieję Szajn. Jest to pierwsza w historii planetoida odkryta przez kobietę. Nazwa planetoidy pochodzi od łacińskiej nazwy Polski, a zaproponował ją astronom polskiego pochodzenia L. Matkiewicz, który obliczył jej orbitę. Przed nadaniem nazwy planetoida nosiła oznaczenie tymczasowe (1112) 1928 PE.